# Josef Stallhofer
Josef Stallhofer (* 30. Mai 1908 in Leiten/Agatharied; † 6. Januar 1993 in Hausham) war ein deutscher Kunstmaler und Ehrenbürger der Gemeinde Hausham.
Das Talent des Bauernsohns Josef Stallhofer wurde bereits als Kind entdeckt und ab 1922 nahm er im Nebenerwerb Auftragsarbeiten an. 1932 eröffnete er schließlich in Agatharied einen Malerbetrieb für Kunst- und Dekorationsmalerei. Aufgrund seines außerordentlichen Könnens bei der Renovierung der Agatharieder Pfarrkirche im Jahre 1936 wurde er ohne Abitur zum Studium an der Münchner Kunstakademie zugelassen. Unter seinen Professoren arbeitete er am engsten mit Hermann Kaspar zusammen, dessen Mitarbeiter er zeitweise war. Ende der 1930er Jahre entdeckte Stallhofer die Technik der antiken Enkaustik, der Wachsmalerei, neu und erwarb hier vier Patente. 1945–1947 wurde er für die Wiederinstandsetzungsarbeiten des Antiquariums in der Münchner Residenz verpflichtet. In der unmittelbaren Nachkriegszeit wurde Stallhofer dadurch bekannt, dass er für die Ausstattung der Filialen und der Hauptstelle der Bayerischen Vereinsbank verantwortlich war. 
Josef Stallhofer war ein besonders heimatverbundener, bescheidener Maler. Er fertigte mit seinen zahlreichen Fresken, Gemälden und Zeichnungen hauptsächlich ländliche, historische und religiöse Motive, darunter großformatige Werke, Altarbilder und Schützenscheiben.
Als Ehrenbürger der Gemeinde Hausham und Mitglied zahlreicher Vereine, darunter den Gebirgsschützen, gab ihm eine große Trauergemeinde auf seinem letzten Weg zum Kirchfriedhof Agatharied das letzte Geleit.
In der Gemeinde Hausham befindet sich eine permanente Stallhofer-Ausstellung.